# Vierschanzentournee 2023/24
Die 72. Vierschanzentournee 2023/24 war eine Reihe von Skisprungwettkämpfen, die als Teil des Skisprung-Weltcups 2023/24 zwischen dem 28. Dezember 2023 und dem 6. Januar 2024 stattfanden. Die Tournee wurde von der FIS organisiert. Die Wettkämpfe fanden wie in jedem Winter auf den vier Skisprungschanzen von Oberstdorf, Garmisch-Partenkirchen, Innsbruck und Bischofshofen statt. Wie bei allen Weltcupspringen gab es auch für die Tourneeetappen Weltcuppunkte.
Titelverteidiger war der amtierende Gesamtweltcupsieger Halvor Egner Granerud aus Norwegen, neben ihm gehörten fünf weitere ehemalige Tourneesieger zum Starterfeld. Tourneesieger wurde der bisher zweimalige Sieger Ryōyū Kobayashi aus Japan, der dabei keinen einzigen Tagessieg errang, aber viermal Zweiter wurde. Damit wurde er der erste Springer, der sowohl mit vier Siegen als auch vier zweiten Plätzen die Tournee gewinnen konnte.

## Vorfeld

### Gesamtweltcupstand vor der Vierschanzentournee
| Rang | Name               | Punkte |
| ---- | ------------------ | ------ |
| 01.  | Stefan Kraft       | 669    |
| 02.  | Andreas Wellinger  | 447    |
| 03.  | Pius Paschke       | 443    |
| 04.  | Karl Geiger        | 414    |
| 05.  | Jan Hörl           | 334    |
| 06.  | Ryōyū Kobayashi    | 271    |
| 07.  | Anže Lanišek       | 252    |
| 08.  | Gregor Deschwanden | 246    |
| 09.  | Marius Lindvik     | 219    |
| 10.  | Stephan Leyhe      | 212    |

### Teilnehmende Nationen und nominierte Athleten
Die Anzahl der Athleten, die die Nationen an den Start schicken durften, war abhängig von den Weltcup-Ergebnissen innerhalb eines Jahres vor Tourneebeginn sowie von den Ergebnissen des Continental Cups. Zusätzlich schickten die austragenden Nationen Deutschland (in Garmisch-Partenkirchen) und Österreich (in Innsbruck und Bischofshofen) eine nationale Gruppe von jeweils vier Athleten an den Start.
Folgende Athleten wurden nominiert:
| Nation             | Plätze    | Anzahl | Athleten |
| ------------------ | --------- | ------ | --- |
| Deutschland        | 5 + 4     | 9      | Karl Geiger, Stephan Leyhe, Pius Paschke, Philipp Raimund, Andreas Wellinger Nationale Gruppe (Garmisch-Partenkirchen): Martin Hamann, Felix Hoffmann, Luca Roth, Constantin Schmid |
| Österreich         | 6 + 2 × 4 | 14     | Clemens Aigner, Manuel Fettner, Michael Hayböck, Jan Hörl, Stefan Kraft, Daniel Tschofenig Nationale Gruppe (Innsbruck): Stephan Embacher, Clemens Leitner, Maximilian Ortner, Jonas Schuster Nationale Gruppe (Bischofshofen): David Haagen, Daniel Huber, Simon Steinberger, Marco Wörgötter |
| Bulgarien          | 3         | 1      | Wladimir Sografski (nicht in Bischofshofen) |
| Estland            | 2         | 2      | Artti Aigro, Kaimar Vagul (nur in Oberstdorf und Garmisch-Partenkirchen) |
| Finnland           | 4         | 4      | Antti Aalto, Niko Kytösaho, Eetu Nousiainen, Kasperi Valto |
| Frankreich         | 2         | 2      | Jules Chervet, Valentin Foubert (beide nur in Garmisch-Partenkirchen und Innsbruck) |
| Italien            | 4         | 4      | Giovanni Bresadola, Andrea Campregher, Francesco Cecon, Alex Insam |
| Japan              | 5         | 5      | Junshirō Kobayashi, Ryōyū Kobayashi, Naoki Nakamura, Ren Nikaidō, Taku Takeuchi |
| Kasachstan         | 3         | 3      | Ilja Misernych, Swjatoslaw Nasarenko, Danil Wassiljew |
| Norwegen           | 6         | 6      | Johann André Forfang, Halvor Egner Granerud, Marius Lindvik, Benjamin Østvold, Kristoffer Eriksen Sundal, Daniel-André Tande |
| Polen              | 6         | 6      | Maciej Kot, Dawid Kubacki, Kamil Stoch, Paweł Wąsek, Aleksander Zniszczoł, Piotr Żyła |
| Schweiz            | 4         | 4      | Simon Ammann, Gregor Deschwanden, Remo Imhof, Killian Peier |
| Slowenien          | 5         | 5      | Lovro Kos, Anže Lanišek, Domen Prevc, Peter Prevc, Timi Zajc |
| Tschechien         | 2         | 1      | Roman Koudelka |
| Ukraine            | 3         | 2      | Witalij Kalinitschenko, Jewhen Marussjak |
| Vereinigte Staaten | 4         | 4      | Erik Belshaw, Tate Frantz, Casey Larson (nicht in Bischofshofen), Andrew Urlaub |

## Austragungsorte

### Oberstdorf
Orlen Arena Oberstdorf Allgäu (Große Schattenbergschanze, HS 137)
- Qualifikation: 28. Dezember 2023, Sieger:  Andreas Wellinger
- Wettkampf: 29. Dezember 2023

| Rang | Name                 | Punkte | Weite 1 | Weite 2 |
| ---- | -------------------- | ------ | ------- | ------- |
| 01   | Andreas Wellinger    | 309,3  | 139,5 m | 128,0 m |
| 02   | Ryōyū Kobayashi      | 306,3  | 134,5 m | 129,0 m |
| 03   | Stefan Kraft         | 298,9  | 132,5 m | 125,0 m |
| 04   | Lovro Kos            | 289,7  | 123,0 m | 139,5 m |
| 05   | Marius Lindvik       | 286,1  | 132,0 m | 127,0 m |
| 06   | Philipp Raimund      | 286,0  | 128,5 m | 135,0 m |
| 07   | Karl Geiger          | 285,4  | 133,5 m | 122,5 m |
| 08   | Jan Hörl             | 285,1  | 123,5 m | 127,5 m |
| 09   | Peter Prevc          | 282,0  | 124,5 m | 138,0 m |
| 10   | Michael Hayböck      | 281,4  | 131,5 m | 129,0 m |
| 11   | Pius Paschke         | 280,9  | 127,0 m | 130,5 m |
| 12   | Johann André Forfang | 279,9  | 123,5 m | 136,5 m |
| 13   | Manuel Fettner       | 279,4  | 124,5 m | 123,5 m |
| 14   | Timi Zajc            | 278,4  | 121,0 m | 132,0 m |
| 15   | Gregor Deschwanden   | 275,2  | 124,0 m | 122,0 m |

| Rang | Name               | Punkte | Weite 1 | Weite 2 |
| ---- | ------------------ | ------ | ------- | ------- |
| 16   | Ren Nikaidō        | 273,9  | 126,5 m | 129,0 m |
| 17   | Kamil Stoch        | 267,9  | 117,0 m | 133,0 m |
| 18   | Anže Lanišek       | 266,7  | 123,5 m | 125,0 m |
| 19   | Clemens Aigner     | 266,0  | 118,5 m | 130,5 m |
| 20   | Daniel Tschofenig  | 265,8  | 119,0 m | 133,5 m |
| 21   | Simon Ammann       | 264,2  | 119,0 m | 134,0 m |
| 22   | Domen Prevc        | 263,3  | 115,0 m | 133,5 m |
| 23   | Daniel-André Tande | 261,2  | 119,5 m | 125,0 m |
| 24   | Stephan Leyhe      | 260,1  | 123,0 m | 119,0 m |
| 25   | Alex Insam         | 255,6  | 121,0 m | 122,0 m |
| 26   | Roman Koudelka     | 255,0  | 118,0 m | 125,0 m |
| 27   | Dawid Kubacki      | 247,8  | 112,0 m | 130,0 m |
| 28   | Piotr Żyła         | 246,5  | 113,0 m | 132,5 m |
| 29   | Junshirō Kobayashi | 241,5  | 128,5 m | 121,0 m |
| 30   | Giovanni Bresadola | 229,9  | 106,5 m | 128,5 m |

### Garmisch-Partenkirchen
Große Olympiaschanze (HS 142)
- Qualifikation: 31. Dezember 2023, Sieger:  Anže Lanišek

Die Qualifikation an Silvester 2023 gewann der Slowene Anže Lanišek vor Andreas Wellinger, der den weitesten Sprung auf 139 Meter zeigte, und Manuel Fettner.
- Wettkampf: 1. Januar 2024

| Rang | Name              | Punkte | Weite 1 | Weite 2 |
| ---- | ----------------- | ------ | ------- | ------- |
| 01   | Anže Lanišek      | 295,8  | 136,0 m | 137,0 m |
| 02   | Ryōyū Kobayashi   | 292,6  | 137,0 m | 135,5 m |
| 03   | Andreas Wellinger | 291,4  | 138,0 m | 137,5 m |
| 04   | Manuel Fettner    | 288,7  | 136,0 m | 138,0 m |
| 05   | Jan Hörl          | 281,4  | 140,0 m | 128,5 m |
| 06   | Stefan Kraft      | 276,6  | 133,5 m | 132,0 m |
| 07   | Marius Lindvik    | 275,5  | 133,5 m | 133,0 m |
| 08   | Michael Hayböck   | 273,6  | 136,0 m | 141,0 m |
| 09   | Peter Prevc       | 272,6  | 127,5 m | 133,5 m |
| 10   | Pius Paschke      | 272,0  | 135,5 m | 135,5 m |
| 11   | Timi Zajc         | 269,5  | 136,0 m | 127,0 m |
| 12   | Clemens Aigner    | 267,5  | 133,0 m | 133,0 m |
| 13   | Stephan Leyhe     | 266,2  | 138,0 m | 125,0 m |
| 14   | Philipp Raimund   | 263,8  | 134,0 m | 139,0 m |
| 15   | Lovro Kos         | 262,2  | 130,5 m | 134,5 m |

| Rang | Name                 | Punkte | Weite 1 | Weite 2 |
| ---- | -------------------- | ------ | ------- | ------- |
| 16   | Karl Geiger          | 260,7  | 129,0 m | 130,0 m |
| 17   | Constantin Schmid    | 259,6  | 128,5 m | 131,5 m |
| 18   | Daniel Tschofenig    | 257,5  | 128,5 m | 131,0 m |
| 19   | Ren Nikaidō          | 256,6  | 128,0 m | 133,0 m |
| 20   | Giovanni Bresadola   | 255,8  | 125,5 m | 133,5 m |
| 21   | Aleksander Zniszczoł | 255,4  | 128,0 m | 133,0 m |
| 22   | Piotr Żyła           | 254,3  | 126,0 m | 137,5 m |
| 23   | Alex Insam           | 250,7  | 125,5 m | 129,0 m |
| 24   | Martin Hamann        | 250,6  | 125,5 m | 127,5 m |
| 25   | Kamil Stoch          | 250,3  | 130,0 m | 133,0 m |
| 26   | Kasperi Valto        | 250,2  | 131,0 m | 132,0 m |
| 27   | Daniel-André Tande   | 247,2  | 122,5 m | 131,0 m |
| 28   | Johann André Forfang | 244,9  | 129,0 m | 129,5 m |
| 29   | Remo Imhof           | 244,6  | 127,0 m | 131,0 m |
| 30   | Felix Hoffmann       | 235,9  | 129,5 m | 125,5 m |

Tournee-Zwischenstand
Unter Berücksichtigung der Ergebnisse von Oberstdorf und Garmisch-Partenkirchen ergab sich folgender Zwischenstand in der Tournee-Gesamtwertung (aufgeführt sind die zehn besten Springer):
| Rang | Name              | Punkte |
| ---- | ----------------- | ------ |
| 01   | Andreas Wellinger | 600,7  |
| 02   | Ryōyū Kobayashi   | 598,9  |
| 03   | Stefan Kraft      | 575,5  |
| 04   | Manuel Fettner    | 568,1  |
| 05   | Jan Hörl          | 566,5  |
| 06   | Anže Lanišek      | 562,5  |
| 07   | Marius Lindvik    | 561,6  |
| 08   | Michael Hayböck   | 555,0  |
| 09   | Peter Prevc       | 554,6  |
| 10   | Pius Paschke      | 552,9  |

### Innsbruck
Bergiselschanze (HS 128)
- Qualifikation: 2. Januar 2024, Sieger:  Anže Lanišek
- Wettkampf: 3. Januar 2024

Im Gegensatz zu den Vorjahren fand der Wettbewerb in Innsbruck nicht am 4. Januar, sondern bereits am 3. Januar 2024 statt.
| Rang | Name              | Punkte | Weite 1 | Weite 2 |
| ---- | ----------------- | ------ | ------- | ------- |
| 01   | Jan Hörl          | 267,5  | 134,0 m | 127,5 m |
| 02   | Ryōyū Kobayashi   | 258,7  | 128,5 m | 132,0 m |
| 03   | Michael Hayböck   | 254,0  | 131,0 m | 135,5 m |
| 04   | Lovro Kos         | 253,2  | 135,0 m | 129,5 m |
| 05   | Andreas Wellinger | 252,1  | 132,0 m | 126,5 m |
| 06   | Stefan Kraft      | 248,3  | 123,0 m | 131,0 m |
| 07   | Anže Lanišek      | 244,8  | 124,5 m | 130,0 m |
| 08   | Daniel Tschofenig | 244,4  | 126,0 m | 127,5 m |
| 09   | Clemens Aigner    | 242,4  | 127,5 m | 130,5 m |
| 10   | Timi Zajc         | 235,7  | 123,5 m | 125,5 m |
| 11   | Kamil Stoch       | 234,6  | 121,5 m | 130,0 m |
| 12   | Ren Nikaidō       | 231,0  | 126,5 m | 120,5 m |
| 13   | Stephan Embacher  | 230,8  | 126,0 m | 118,5 m |
| 14   | Piotr Żyła        | 229,0  | 131,0 m | 115,0 m |
| 15   | Marius Lindvik    | 228,4  | 123,5 m | 121,0 m |

| Rang | Name                      | Punkte | Weite 1 | Weite 2 |
| ---- | ------------------------- | ------ | ------- | ------- |
| 16   | Halvor Egner Granerud     | 225,9  | 120,5 m | 125,5 m |
| 17   | Roman Koudelka            | 224,9  | 125,5 m | 121,0 m |
| 18   | Stephan Leyhe             | 221,0  | 124,5 m | 123,0 m |
| 19   | Johann André Forfang      | 220,1  | 121,5 m | 123,5 m |
| 20   | Philipp Raimund           | 218,9  | 127,5 m | 118,5 m |
| 21   | Artti Aigro               | 214,6  | 123,5 m | 114,5 m |
| 22   | Kristoffer Eriksen Sundal | 214,6  | 122,0 m | 119,5 m |
| 23   | Domen Prevc               | 212,9  | 121,5 m | 118,0 m |
| 24   | Aleksander Zniszczoł      | 212,8  | 121,0 m | 120,5 m |
| 25   | Gregor Deschwanden        | 212,8  | 129,0 m | 113,5 m |
| 26   | Karl Geiger               | 209,9  | 120,5 m | 116,5 m |
| 27   | Daniel-André Tande        | 207,3  | 117,0 m | 119,0 m |
| 28   | Giovanni Bresadola        | 203,9  | 118,0 m | 119,0 m |
| 29   | Paweł Wąsek               | 192,4  | 108,0 m | 121,5 m |
| 30   | Junshirō Kobayashi        | 158,3  | 105,0 m | 108,5 m |

Tournee-Zwischenstand
Unter Berücksichtigung der Ergebnisse der ersten drei Stationen ergab sich folgender Zwischenstand in der Tournee-Gesamtwertung (aufgeführt sind die zehn besten Springer):
| Rang | Name              | Punkte |
| ---- | ----------------- | ------ |
| 01   | Ryōyū Kobayashi   | 857,6  |
| 02   | Andreas Wellinger | 852,8  |
| 03   | Jan Hörl          | 834,0  |
| 04   | Stefan Kraft      | 823,8  |
| 05   | Michael Hayböck   | 809,0  |
| 06   | Anže Lanišek      | 807,3  |
| 07   | Lovro Kos         | 805,1  |
| 08   | Marius Lindvik    | 790,0  |
| 09   | Timi Zajc         | 783,6  |
| 10   | Clemens Aigner    | 775,9  |

### Bischofshofen
Paul-Außerleitner-Schanze (HS 142)
- Qualifikation: 5. Januar 2024, Sieger:  Ryōyū Kobayashi
- Wettkampf: 6. Januar 2024

| Rang | Name                  | Punkte | Weite 1 | Weite 2 |
| ---- | --------------------- | ------ | ------- | ------- |
| 01   | Stefan Kraft          | 288,9  | 136,5 m | 140,0 m |
| 02   | Ryōyū Kobayashi       | 287,6  | 137,0 m | 139,0 m |
| 03   | Anže Lanišek          | 281,8  | 134,5 m | 141,0 m |
| 04   | Manuel Fettner        | 271,4  | 134,5 m | 135,0 m |
| 05   | Andreas Wellinger     | 267,9  | 132,0 m | 137,0 m |
| 06   | Clemens Aigner        | 266,5  | 133,5 m | 131,0 m |
| 07   | Halvor Egner Granerud | 265,4  | 132,0 m | 133,0 m |
| 08   | Pius Paschke          | 262,3  | 129,0 m | 133,5 m |
| 09   | Peter Prevc           | 261,8  | 131,0 m | 135,0 m |
| 10   | Jan Hörl              | 259,5  | 126,5 m | 137,5 m |
| 11   | Michael Hayböck       | 257,9  | 130,0 m | 133,0 m |
| 12   | Benjamin Østvold      | 256,3  | 128,0 m | 134,0 m |
| 13   | Ren Nikaidō           | 255,4  | 129,0 m | 131,0 m |
| 14   | Philipp Raimund       | 255,2  | 126,5 m | 134,0 m |
| 15   | Karl Geiger           | 254,8  | 129,0 m | 133,5 m |

| Rang | Name                 | Punkte | Weite 1 | Weite 2 |
| ---- | -------------------- | ------ | ------- | ------- |
| 16   | Aleksander Zniszczoł | 248,8  | 124,5 m | 131,5 m |
| 17   | Daniel Tschofenig    | 247,7  | 121,5 m | 132,5 m |
| 18   | Paweł Wąsek          | 246,2  | 125,0 m | 129,0 m |
| 19   | Dawid Kubacki        | 245,6  | 125,0 m | 132,0 m |
| 20   | Daniel-André Tande   | 244,5  | 125,5 m | 131,5 m |
| 21   | Kamil Stoch          | 244,2  | 129,0 m | 125,5 m |
| 22   | Timi Zajc            | 242,4  | 129,0 m | 125,0 m |
| 23   | Alex Insam           | 241,8  | 127,5 m | 126,5 m |
| 24   | Marius Lindvik       | 239,4  | 126,0 m | 126,5 m |
| 24   | Gregor Deschwanden   | 239,4  | 126,5 m | 125,0 m |
| 26   | Lovro Kos            | 238,7  | 135,5 m | 120,5 m |
| 27   | Roman Koudelka       | 224,2  | 122,5 m | 124,5 m |
| 28   | Antti Aalto          | 219,0  | 120,5 m | 123,5 m |
| 29   | Piotr Żyła           | 217,8  | 117,0 m | 127,0 m |
| 30   | Daniel Huber         | 202,4  | 116,0 m | 116,5 m |

## Tournee-Endstand

### Gesamtwertung der 72. Vierschanzentournee
Nach allen vier Springen wurden die Punkte der Skispringer aus allen acht Wertungsdurchgängen addiert. Der Springer mit der höchsten Punktzahl ist der Gesamtsieger der Tournee.
| Rang | Name                  | Punkte |
| ---- | --------------------- | ------ |
| 01.  | Ryōyū Kobayashi       | 1145,2 |
| 02.  | Andreas Wellinger     | 1120,7 |
| 03.  | Stefan Kraft          | 1112,7 |
| 04.  | Jan Hörl              | 1093,5 |
| 05.  | Anže Lanišek          | 1089,1 |
| 06.  | Michael Hayböck       | 1066,9 |
| 07.  | Lovro Kos             | 1043,8 |
| 08.  | Clemens Aigner        | 1042,4 |
| 09.  | Marius Lindvik        | 1029,4 |
| 10.  | Timi Zajc             | 1026,0 |
| 11.  | Philipp Raimund       | 1023,9 |
| 12.  | Ren Nikaidō           | 1016,9 |
| 13.  | Daniel Tschofenig     | 1015,4 |
| 14.  | Karl Geiger           | 1010,8 |
| 15.  | Kamil Stoch           | 997,0  |
| 16.  | Daniel-André Tande    | 960,2  |
| 17.  | Piotr Żyła            | 947,6  |
| 18.  | Peter Prevc           | 923,5  |
| 19.  | Manuel Fettner        | 922,1  |
| 20.  | Pius Paschke          | 914,4  |
| 21.  | Stephan Leyhe         | 849,1  |
| 22.  | Johann André Forfang  | 848,0  |
| 23.  | Gregor Deschwanden    | 845,7  |
| 24.  | Aleksander Zniszczoł  | 831,9  |
| 25.  | Roman Koudelka        | 754,7  |
| 26.  | Alex Insam            | 748,1  |
| 27.  | Halvor Egner Granerud | 712,8  |
| 28.  | Giovanni Bresadola    | 688,6  |
| 29.  | Junshirō Kobayashi    | 613,0  |
| 30.  | Dawid Kubacki         | 611,9  |
| 31.  | Domen Prevc           | 579,6  |
| 32.  | Simon Ammann          | 571,4  |
| 33.  | Paweł Wąsek           | 554,2  |

| Rang | Name                      | Punkte |
| ---- | ------------------------- | ------ |
| 34.  | Kristoffer Eriksen Sundal | 539,5  |
| 35.  | Antti Aalto               | 514,7  |
| 36.  | Benjamin Østvold          | 463,2  |
| 37.  | Remo Imhof                | 446,4  |
| 38.  | Artti Aigro               | 437,5  |
| 39.  | Erik Belshaw              | 424,7  |
| 40.  | Eetu Nousiainen           | 416,4  |
| 41.  | Kasperi Valto             | 365,8  |
| 42.  | Tate Frantz               | 345,7  |
| 43.  | Maciej Kot                | 308,0  |
| 44.  | Niko Kytösaho             | 300,3  |
| 45.  | Andrea Campregher         | 279,1  |
| 46.  | Constantin Schmid         | 259,6  |
| 47.  | Danil Wassiljew           | 252,2  |
| 48.  | Martin Hamann             | 250,6  |
| 49.  | Felix Hoffmann            | 235,9  |
| 50.  | Stephan Embacher          | 230,8  |
| 51.  | Wladimir Sografski        | 215,8  |
| 52.  | Killian Peier             | 211,4  |
| 53.  | Valentin Foubert          | 204,3  |
| 54.  | Daniel Huber              | 202,4  |
| 55.  | Witalij Kalinitschenko    | 200,0  |
| 56.  | Taku Takeuchi             | 194,5  |
| 57.  | Francesco Cecon           | 191,0  |
| 58.  | Jewhen Marussjak          | 147,5  |
| 59.  | Luca Roth                 | 114,4  |
| 60.  | Naoki Nakamura            | 109,2  |
| 61.  | Swjatoslaw Nasarenko      | 108,1  |
| 62.  | Jonas Schuster            | 105,4  |
| 63.  | David Haagen              | 101,8  |
| 64.  | Marco Wörgötter           | 99,8   |
| 65.  | Andrew Urlaub             | 84,4   |
| 66.  | Simon Steinberger         | 78,4   |

### Gesamtweltcupstand nach der Vierschanzentournee
| Rang | Name              | Punkte |
| ---- | ----------------- | ------ |
| 01.  | Stefan Kraft      | 909    |
| 02.  | Andreas Wellinger | 697    |
| 03.  | Ryōyū Kobayashi   | 591    |
| 04.  | Jan Hörl          | 537    |
| 05.  | Pius Paschke      | 525    |
| 06.  | Karl Geiger       | 486    |
| 07.  | Anže Lanišek      | 461    |
| 08.  | Michael Hayböck   | 328    |
| 09.  | Marius Lindvik    | 323    |
| 10.  | Manuel Fettner    | 290    |